# Chimarra falculata
Chimarra falculata är en nattsländeart som beskrevs av Lago och Harris 1987. Chimarra falculata ingår i släktet Chimarra och familjen stengömmenattsländor. Inga underarter finns listade i Catalogue of Life.